# 興文僰人懸棺
僰人懸棺位於四川省宜賓專區興文縣建武鎮，文物遺址年代判定為。1956年8月16日公佈為四川省第一批歷史及革命文物保護單位。1980年7月7日重新公佈為四川省第一批文物保護單位。